# Hingstepeira
Hingstepeira es un género de arañas araneomorfas de la familia Araneidae. Se encuentra en Sudamérica.

## Lista de especies
Según The World Spider Catalog 12.0:
- Hingstepeira dimona Levi, 1995
- Hingstepeira folisecens (Hingston, 1932)
- Hingstepeira isherton Levi, 1995